# Aktionsbüro Mittelrhein
Das Aktionsbüro Mittelrhein (vormals Aktionsfront Mittelrhein) ist eines der überregionalen Koordinierungs- und Organisationsbüros beziehungsweise eine Vernetzungsplattform der militanten neonazistischen freien Kameradschaften gewesen. Seit 2012, mit Unterbrechung zwischen 2017 und 2018, liefen gegen vermeintliche 26 Mitglieder drei Hauptverfahren vor dem Landgericht Koblenz wegen Bildung einer kriminellen Vereinigung, Körperverletzung, schweren Landfriedensbruchs und Verwenden von Kennzeichen verfassungswidriger Organisationen. Im September 2019 wurde das dritte Hauptverfahren eingestellt.

## Allgemeines und Geschichte
2004 trat die „Aktionsfront Mittelrhein“ erstmals öffentlich in Erscheinung. Als sich abzeichnete, dass diese verboten werden könnte, gründete Christian Häger 2006 das „Aktionsbüro Mittelrhein“. Als Zentrale diente das sogenannte „Braune Haus“ – in Anlehnung an das gleichnamige Gebäude der Reichsparteizentrale der NSDAP in München – in Bad Neuenahr-Ahrweiler, das überregionale Bekanntheit erlangte. Es wurde von drei Mietern ab Ende 2009, zeitweise ohne Mietvertrag, bewohnt und bis zum 15. August 2012 zwangsgeräumt.
Laut der 926 Seiten umfassenden Anklageschrift handelte das „Aktionsbüro“ faktisch wie eine freie Kameradschaft. Seine Mitglieder organisierten Demonstrationen, bekämpften die Antifa, nahmen an paramilitärischen Trainingscamps teil und gaben politische Schulungen. Außerdem versuchten sie Neonazis aus dem Raum Bad Neuenahr-Ahrweiler und Nordrhein-Westfalen zu vernetzen. Darum luden sie alle drei Monate befreundete Kameradschaftsführer zu einem Geheimtreffen, dem sogenannten „Führer-Thing“, ins „Braune Haus“ ein.
Das „Aktionsbüro“ strebte laut Anklageschrift „die Errichtung eines Staates nach nationalsozialistischem Vorbild“ und „die Beseitigung der freiheitlich-demokratischen Grundordnung“ an.

## Ermittlungen
Mitte 2010 verdichteten sich die Hinweise, dass das „Aktionsbüro Mittelrhein“ eine kriminelle Vereinigung sei. Die daran anschließenden Ermittlungen der Staatsanwaltschaft Koblenz gestalteten sich „langwierig und äußerst schwierig“, weil die Mitglieder sich strikt nach außen abschotteten. Am Morgen des 13. März 2012 durchsuchten 300 Polizeibeamte, darunter ein Spezialeinsatzkommando, das „Braune Haus“ und weitere Wohnungen in Rheinland-Pfalz, Nordrhein-Westfalen, Thüringen und Baden-Württemberg. Zu diesem Zeitpunkt ermittelte die Staatsanwaltschaft Koblenz gegen insgesamt 33 Personen – viele mit Verbindungen zur NPD –, darunter insgesamt 24 Personen, gegen die vor den Durchsuchungen ein Haftbefehl erlassen worden war. Bei den Durchsuchungen stellte die Polizei mehrere Baseballschläger, Zwillen mit Stahlkugeln, Kurzwaffen ohne scharfe Munition, Hakenkreuzflaggen und ähnliches Propagandamaterial sicher.

## Verfahren
Am 20. August 2012 wurde vor der 12. großen Strafkammer des Landgerichts Koblenz Anklage gegen insgesamt 26 Personen aus dem Umfeld des Aktionsbüros Mittelrhein erhoben. Ihnen wurde die Bildung einer kriminellen Vereinigung, Körperverletzung, schwerer Landfriedensbruch und Verwendung verfassungswidriger Kennzeichen vorgeworfen. Am 22. November 2013 verurteilte das LG Koblenz zwei der Angeklagten zu Bewährungsstrafen von 21 bzw. 18 Monaten. Zwei weitere Angeklagte wurden ebenfalls schuldig gesprochen, allerdings sah das LG von einer Strafe ab. Alle vier legten ein Geständnis ab und distanzierten sich von der rechten Szene. Anfang 2014 wurde das Verfahren gegen zwei Angeklagte eingestellt. Am 29. Oktober 2013, 30. Januar und 13. März 2014 kam es zu Stink-Attacken im Sitzungssaal, beim ersten Mal mit abgelaufenem Knoblauchöl und beim dritten Mal vermutlich mit Buttersäure. In allen drei Fällen wurden die Ermittlungen eingestellt. Von der ersten Attacke wurde auch der Nürburgringprozess gegen den ehemaligen rheinland-pfälzischen Finanzminister Ingolf Deubel betroffen.
Während des Verfahrens kam es zu einer rigorosen Verzögerungsstrategie seitens der bis zu 52 Strafverteidiger sowie ihrer Mandanten durch etwa 500 Befangenheitsanträge, 240 Beweisanträge und durch 400 Anträge zum Verfahrensablauf. Bis zum Ende wurden die Verfahren von neun Angeklagten vom Hauptprozess getrennt, zwei Richter für befangen erklärt und ein weiterer pensioniert.  
Weil der Vorsitzende Richter Ende Juni 2017 die Altersgrenze erreichte und bis dahin kein Urteil absehbar war, beschloss die 12. Große Strafkammer des LG Koblenz am 2. Mai 2017, das Verfahren aufgrund des Verfahrenshindernisses der überlangen Verfahrensdauer auf unbestimmte Zeit auszusetzen. Der Prozess hatte 337 Verhandlungstage gehabt.
Gegen diese Entscheidung legte die Staatsanwaltschaft Koblenz Beschwerde ein, der am 6. Dezember 2017 vom Oberlandesgericht Koblenz stattgegeben wurde. Am 15. Oktober 2018 wurde das Verfahren gegen die verbliebenen 17 Angeklagten mit unveränderter Anklageschrift vor dem LG Koblenz wieder aufgenommen. Bereits zu Beginn wurden viele Anträge angekündigt.
Am 21. November wurde das Verfahren erneut unterbrochen, nachdem einer Besetzungsrüge stattgegeben wurde. Die verhandelnde Strafkammer war als allgemeine Strafkammer besetzt, hätte aber als Staatsschutzkammer besetzt sein müssen. Dafür war nach dem Geschäftsverteilungsplan eine andere Strafkammer zuständig.
Das Verfahren wurde am 26. Februar 2019 vor der 12. Strafkammer des LG Koblenz erneut aufgenommen.

## Führende Funktionäre
Als Rädelsführer sind folgende Personen bekannt:
- Christian Häger, Chef des „Braunen Hauses“, Vorsitzender der NPD-Jugendorganisation Junge Nationalisten,
- Axel Reitz, ehemaliger Koordinator der Anti-Antifa-Arbeit, bis zu ihrem Verbot im Jahre 2012 Anführer der Kameradschaft Walter Spangenberg,
- Sven Lobeck, Soldat auf Zeit, NPD-Landesvorstandsmitglied von Rheinland-Pfalz,
- Sven Skoda, Anführer einer Skinhead-Kameradschaft,
- Philipp „Phil“ Neumann, Sänger der rechtsextremen Band Flak, Liedermacher.

Durch personelle Überschneidungen werden auch die Verbindungen zur NPD öffentlich problematisiert. Beobachter gehen davon aus, dass das Verfahren auch wichtige Informationen für ein erneutes NPD-Verbotsverfahren liefern könnte.